# Klovnen Buggy
Klovnen Buggy er en fiktiv karakter i mangaen og animeen One Piece. Han er kaptajn i en piratbande og har to håndlangere; domptøren Moji og akrobaten Kabaji.

## Personlighed og bekendtskaber
Buggy foregiver ofte at være intelligent, men dette afslører kun hans sande inkompetence. Selvom han ikke er direkte dum, har han en tendens til at tage fejl – mest på grund af hans for høje selvtillid.
Hans store, røde næse er hans rigtige næse; dette er han meget sårbar omkring; ja, han har ovenikøbet jævnet en hel by med jorden, da en dreng gjorde grin med hans næse. Nogle gange forveksler han andres kommentarer om hans næse med hån; muligvis pga. paranoia.
Der er mange gentagende gags med ham, f.eks. hans vane med ikke at lægge mærke til, hvem han taler til, før nogle sekunder efter at have hilst på vedkommende (f.eks. da Ace viste sig på hans skib). Han er meget heldig, da han på en eller anden måde altid overlever, hvad der sker med ham (f.eks. da han blev ramt af et lyn i Loguetown). Buggy er en af de få fjender, der er vendt tilbage efter første kamp mod Ruffy; men for Buggys vedkommende kun kort tid. Før hans nederlag ville han gerne ofre sin bande for at opnå sit mål, men senere bekymrer han sig mere om deres velvære. Han accepterer ofte folks venlighed, men kan stadig være grusom overfor folk uden for sin bande; især dem, som går i vejen for hans mål. Han elsker at more sig og er vild med fester, og han kan ofte blive gode venner med folk, der også elsker dette (underligt nok deler han dette personlighedstræk med Shanks).
Buggy er meget bange for Whitebeard, men hvor han kender ham fra, vides endnu ikke i den danske udgave. Han stoppede tilmed sin bande fra at angribe Ace af frygt for at blive udsat for Whitebeards vrede.
Hans primære mål pt. er hævn mod både Ruffy og Shanks; førstnævnte for et nederlag og sidstnævnte for at have ødelagt hans ungdomsdrømme.

## Historie

### Det bitre nag
Buggy bærer nag mod Shanks den Røde pga. en djævlefrugt. De var for lang tid siden begge pirater på et større skib og kunne skændes om alting. På en bordning fandt Buggy et skattekort, der fortalte om en værdifuld undervandsskat. Men på samme bordning havde banden fået fat i en djævlefrugt; Split-split-frugten. Buggy hørte om frugtens værdi og byttede den ud med en falsk og spiste den falske foran resten af banden. Han ville derefter sælge frugten for et stort beløb. Han forberedte sig på at stikke af, nu han både havde skattekortet og frugten, men pludselig overraskede Shanks ham og han skjulte i frygt frugten i sin mund. Han kom dog til at sluge den, da Shanks overraskede ham igen – nu kunne han ikke længere svømme og dermed ikke få skatten under vandet.

### Terror i havnebyen
Vi så først Buggy i serien, da han terroriserede en havneby og smadrede tilfældige bygninger med kanonkugler. Monkey D. Ruffy ankom til landsbyen efter at være blevet skudt ned fra en fugl, som bar ham. Efter Nami snød begge to, fik Buggy straks planer om at dræbe dem. I kampen bandt Nami Buggys adskilte kropsdele, så han kun havde hoved, hænder og fødder tilbage, så han blev hjælpeløs og Ruffy kunne slå ham langt væk med en Gum-Gum-Bazooka.
Efter nederlaget måtte Buggy klare sig uden sine kropsdele i lang tid. Han kom på mange eventyr, hvor han bl.a. mødte Gaimon. Senere blev han angrebet af en kæmpekrabbe og reddet af en mystisk, smuk kvinde, som var Ruffys gamle fjende Alvida i meget forandret tilstand. Buggy fandt ud af noget om prisen på Ruffys hoved og slog sig derfor glad sammen med Alvida.

### Buggys hævn
Buggy og Alvida fandt Buggys bande, som ikke klarede sig godt efter at være blevet kommanderet rundt af Mojis løve Richi. Buggy fik sine kropsdele igen og fortsatte jagten på Ruffy.
Den anden kamp mellem de to bander fandt sted i Loguetown, hvor Buggy forsøgte at henrette Monkey D. Ruffy. Men planen gik i vasken pga. nogle marinere, diverse pirater og et temmelig uheldigt vejr.
For tiden sejler Buggy på Grand Line med Alvida og hans bande. De mødte for nylig Portgas D. Ace, som lovede at vise dem vej til Ruffy.

## Evner
Buggy spiste ved et tilfælde Split-Split-frugten, som tillader ham at adskille sine kropsdele og kontrollere dem uafhængigt af hinanden, men uheldigvis kan han ikke svømme. Evnerne fra denne frugt gør også Buggy immun overfor knive og sværd. Derudover kan det meste af hans krop flyve meget hurtigt i luften – undtagen hans fødder. Det skal siges, at Buggy stadig kan føle smerte på sine adskilte kropsdele. Tilsyneladende skal de adskilte kropsdele enten være indenfor en bestemt afstand eller også indenfor hans synsfelt for, at han kan manipulere dem.

## Diverse facts
- Buggy skulle oprindeligt kaldes Boogie
- På en fanpostside blev det spurgt, om Buggys mere private dele også kan adskilles fra kroppen. Svaret på dette var ja.
- Håret, som går ud af Buggys hat, er hans rigtige hår.
- I mangaen har Buggy aldrig lukket mund.